# A1 (motorväg, Serbien)

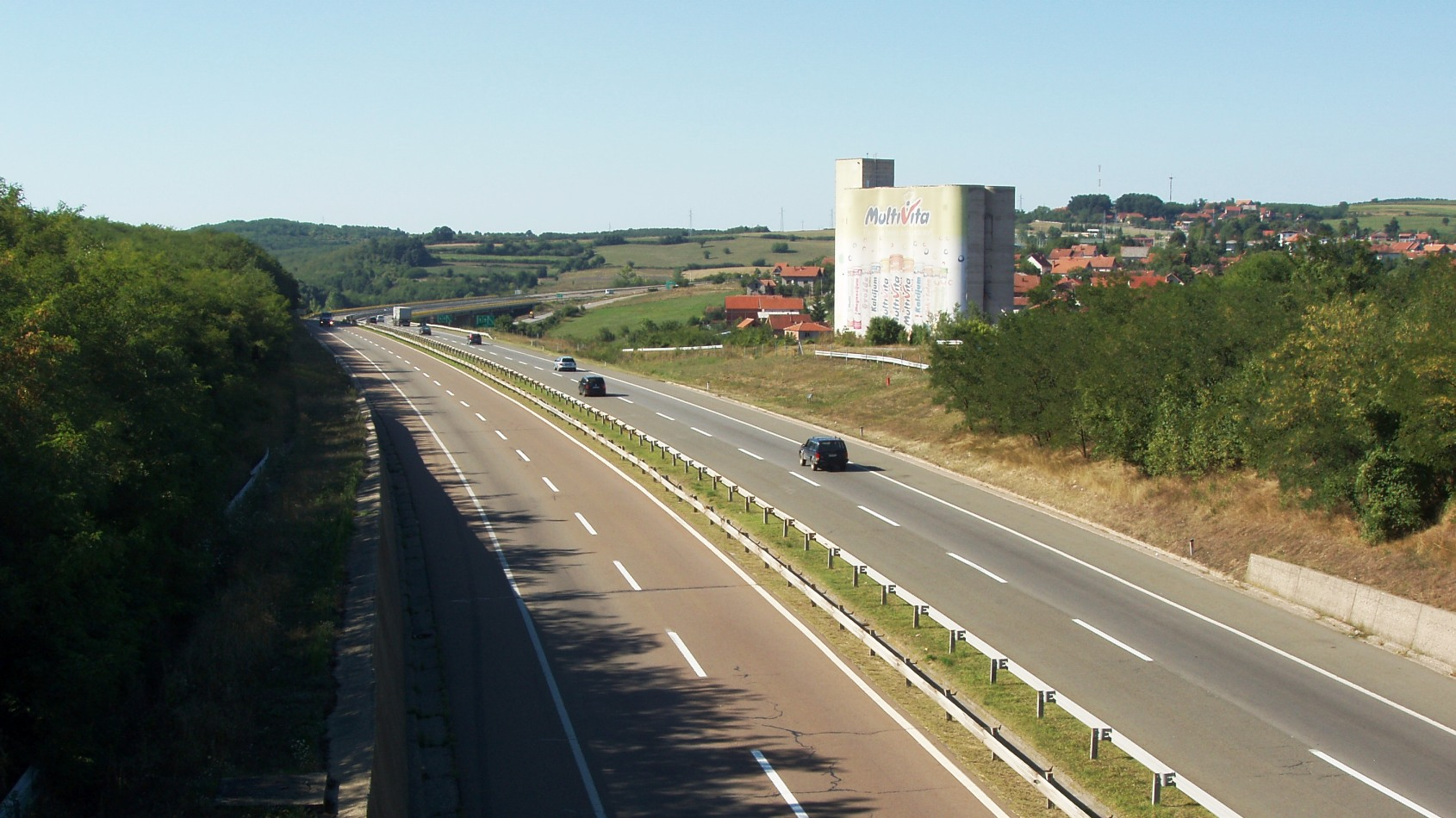
Motorväg A1 i Serbien.

A1 eller Europaväg 75, E75, passerar genom Serbien mellan Ungern och Nordmakedonien. På E75 går det motorväg hela vägen genom Serbien från gränsen till Ungern via Belgrad till Nordmakedonien. Motorvägen kallas A1 men till största del är den skyltad som E75. Detta är bland annat en del av motorvägen mellan Thessaloniki och Budapest som går via Belgrad. Från Belgrad till är det komplett motorväg fram till gränsen till Ungern. Den blev klar 2011. Motorvägen mellan Belgrad och Makedonien går via Velika Plana, Jagodina, Niš, Leskovac och Vranje. Sträckan Belgrad–Niš blev klar 1985 och till Leskovac 1997. Sista delen mellan Leskovac och gränsen till Nordmakedonien blev klar 2019. Stora delar av denna motorväg byggdes under den tid då Jugoslavien existerade och byggdes under ledning av landets dåvarande president Tito. Motorvägen ingick i det vägprojekt som Tito kallade Vägen för broderskap och enande och avsikten var att knyta ihop hela landet med motorvägar och att även länka ihop dessa motorvägar med det dåvarande Jugoslaviens grannländer. Denna motorväg blev också mycket viktig för trafiken i stora delar av Europa då den utgjorde en viktig genomfartsförbindelse för internationell trafik. Under krigen under 1990-talet förlorade denna motorväg denna betydelse då den internationella trafiken valde alternativa vägar istället. Idag har motorvägen åter fått samma stora betydelse för internationell trafik som den hade före krigen då den internationella trafiken har återvänt till denna sträcka. Det är också enb av orsakerna till att det idag sker större investeringar på sträckan för att hålla en hög vägstandard.
Idag har motorvägen stor betydelse för internationell trafik. Motorvägen förbinder Grekland och Nordmakedonien med övriga Europa.